# Lawas (district)
Lawas is een district in de Maleisische deelstaat Sarawak.
Het district telt 38.000 inwoners op een oppervlakte van 380 km².